# Hebius kerinciense
Espèce
Synonymes
- Amphiesma kerinciense David & Das, 2003

Statut de conservation UICN

 DD  : Données insuffisantes
Hebius kerinciense est une espèce de serpents de la famille des Natricidae.

## Répartition
Cette espèce est endémique de l'Ouest de Sumatra en Indonésie,. Elle se rencontre dans le parc national de Kerinci Seblat.

## Description
L'holotype de Amphiesma kerinciense, une femelle adulte, mesure 516 mm dont 158 mm pour la queue.

## Étymologie
Son nom d'espèce, composé de kerinci et du suffixe latin -ense, « qui vit dans, qui habite », lui a été donné en référence au lieu de sa découverte, le Kerinci, le plus haut volcan d'Indonésie et le point culminant de Sumatra.

## Publication originale
- David & Das, 2003 : A new species of the snake genus Amphiesma (Serpentes: Colubridae: Natricinae) from Western Sumatra, Indonesia. Raffles Bulletin of Zoology, vol. 51, no 2, p. 413-419 (texte intégral).